# Toshiyuki Takagi
Toshiyuki Takagi (高木 俊幸 Takagi Toshiyuki?), född 25 maj 1991 i Kanagawa prefektur, är en japansk fotbollsspelare.
Takagi började sin karriär 2009 i Tokyo Verdy. 2011 flyttade han till Shimizu S-Pulse. Han spelade 120 ligamatcher för klubben. 2015 flyttade han till Urawa Reds. Med Urawa Reds vann han AFC Champions League 2017 och japanska ligacupen 2016. 2018 flyttade han till Cerezo Osaka.